# Посольство Исландии в России
Посольство Исландии в России расположено в Москве на Пресне в Хлебном переулке. Дипломатические отношения между Исландией и Советским Союзом были установлены в 1943 году. Исландия открыла Посольство в Москве в 1944 году.
Чрезвычайный и полномочный посол Исландии в Российской Федерации: Аудни Тоур Сигюрдссон (с 2020 года).
Почётное консульство Исландии расположено в Мурманске (проспект Ленина, д. 65).
Индекс автомобильных дипломатических номеров посольства — 038.

## Здание посольства
В 1944—2011 годах посольство Исландии располагалось в особняке 1815 года (Хлебный переулок, № 28), в котором ранее в 1935—1941 годах находилась резиденция военного атташе Германии генерал-майора Эрнста Кёстринга.
С 2011 года по май 2013 года особняк находился на реконструкции, в связи с чем посольство временно располагалось в соседнем Скатертном переулке (дом № 34, стр. 4). В дальнейшем посольство снова расположилось в Хлебном переулке, в доме 28.

## Аккредитация
Посольство представляет интересы Исландии в России, Азербайджане, Армении, Белоруссии, Грузии, Казахстане, Кыргызстане, Молдове, Таджикистане, Туркменистане, Украине и Узбекистане.

## Послы Исландии в России
- Пьетюр Бенедиктcсон (Pétur Benediktsson; 1944—1951)[2]
- Хельги Палсон Брием (1951—1953)
- Пьетур Торстейнссон (1953—1961)
- Кристинн Гудмундссон (1961—1967)
- Оддур Гудйонссон (1968—1974)
- Ханнес Йонссон (1974—1980)
- Харальдур Кройер (1980—1985)
- Палл Асгейр Трюггвасон (1985—1987)
- Томас Томассон (1987—1990)
- Оулавюр Эйильссон (1990—1994)
- Гюннар Гюннарссон (1994—1998)
- Йоун Эйидль Эйильссон (1998—2001)
- Бенедикт Йоунсон[англ.] (2001—2006)
- Бенедикт Аусгейрссон[англ.] (2006—2011)
- Альберт Йоунссон (2011—2016)
- Берглинд Аусгейрсдоуттир[англ.] (2016—2020)
- Аудни Тоур Сигюрдссон (с 2020)